# Hilarion (Alfiejew)

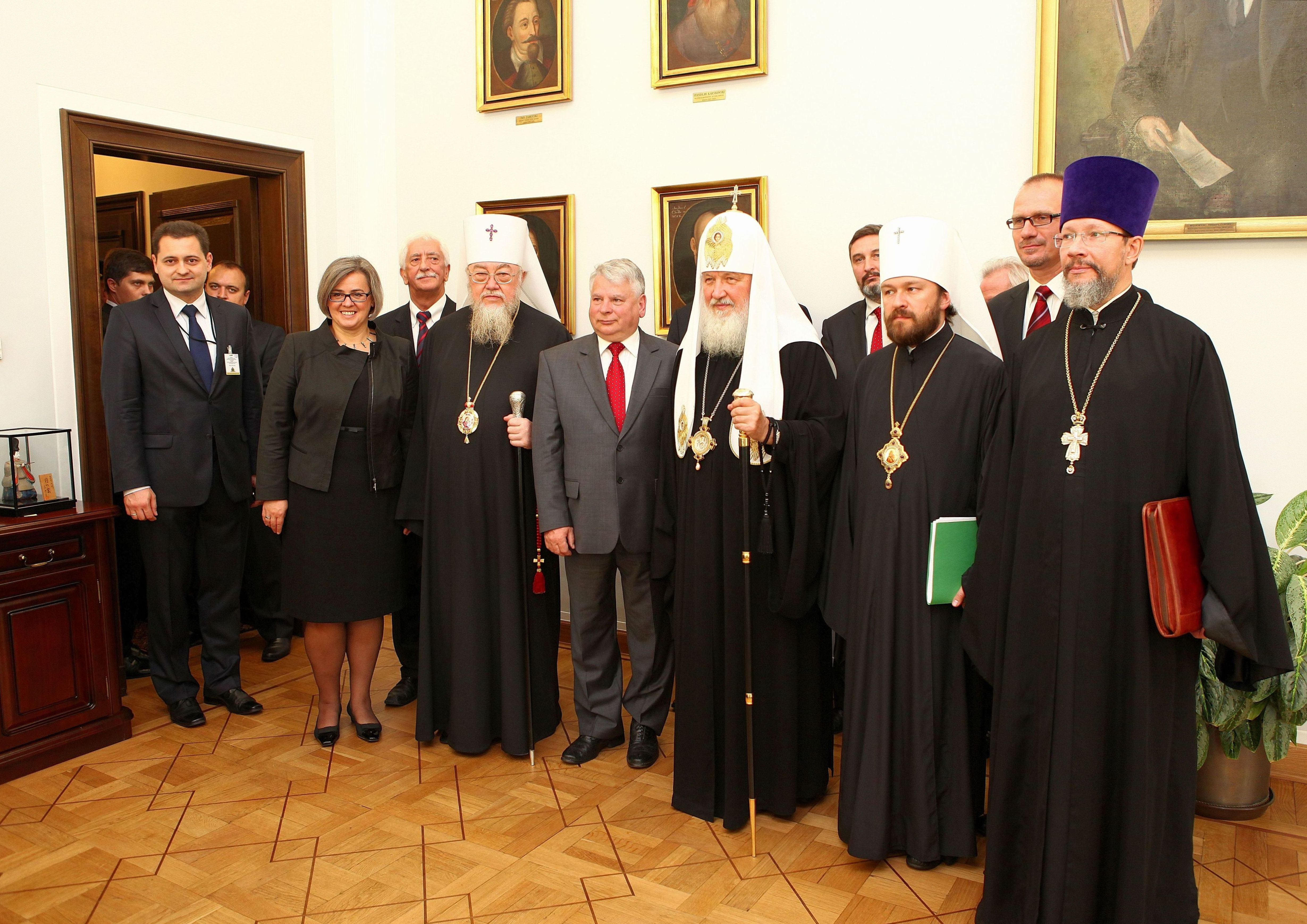
Metropolita Hilarion (trzeci z prawej) w Senacie RP (2012)

Hilarion, imię świeckie Grigorij Walerijewicz Alfiejew, ros. Григорий Валериевич Алфеев (ur. 24 lipca 1966 w Moskwie) – rosyjski biskup prawosławny, w latach 2009–2022 przewodniczący Wydziału Zewnętrznych Stosunków Cerkiewnych Patriarchatu Moskiewskiego, w latach 2022-2024 metropolita budapeszteński i węgierski.

## Życiorys
W 1984 ukończył średnią szkołę muzyczną im. Gniesinych w Moskwie w klasie kompozycji oraz w klasie skrzypiec. Od 1984 do 1986 odbywał zasadniczą służbę wojskową. Po jej zakończeniu wstąpił jako posłusznik do monasteru Świętego Ducha w Wilnie, gdzie 19 czerwca 1987 złożył przed jego namiestnikiem, archimandrytą Nikitą wieczyste śluby zakonne z imieniem Hilarion. 21 czerwca tego samego roku przyjął święcenia na hierodiakona z rąk arcybiskupa wileńskiego i litewskiego Wiktoryna, zaś 19 sierpnia tego samego roku – na hieromnicha.
Od 1988 do 1990 był proboszczem parafii św. Mikołaja w Telszach oraz parafii Smoleńskiej Ikony Matki Bożej w Kołajnach. Rok później w trybie zaocznym ukończył moskiewskie seminarium duchowne. W 1990 został proboszczem parafii Zwiastowania w Kownie. Rok później uzyskał w Moskiewskiej Akademii Duchownej tytuł kandydata nauk teologicznych. Przez dwa lata wykładał w moskiewskim seminarium i Akademii język grecki, teologię dogmatyczną, homiletykę oraz Nowy Testament. W latach 1992–1993 był również wykładowcą patrologii na Rosyjskim Prawosławnym Uniwersytecie św. Jana Teologa oraz Nowego Testamentu w Instytucie Teologicznym św. Tichona.
W latach 1993–1995 kontynuował studia na uniwersytecie w Oxfordzie, gdzie obronił pracę doktorską z filozofii. Po powrocie do Rosji do 1997 wykładał patrologię w seminariach w Smoleńsku i Kałudze, zaś od 1996 służył dodatkowo w cerkwi św. Katarzyny w Moskwie. W 1999 otrzymał tytuł doktora nauk teologicznych w Instytucie św. Sergiusza w Paryżu.
14 stycznia 2002 w soborze Chrystusa Zbawiciela w Moskwie miała miejsce jego chirotonia na biskupa kerczeńskiego, wikariusza eparchii suroskiej. Jeszcze w tym samym roku, 17 lipca, przeniesiono go na stanowisko przedstawiciela Patriarchatu Moskiewskiego przy europejskich organizacjach międzynarodowych, nadając mu równocześnie tytuł biskupa podolskiego, wikariusza eparchii moskiewskiej. Od 7 maja 2003 był biskupem wiedeńskim i austriackim oraz locum tenens eparchii budapeszteńskiej i węgierskiej.
31 marca 2009 został przewodniczącym Wydziału Zewnętrznych Stosunków Cerkiewnych, otrzymując tytuł biskupa wołokołamskiego, wikariusza eparchii moskiewskiej. 20 kwietnia 2009 otrzymał godność arcybiskupa, zaś 1 lutego 2010 – metropolity. Był ponadto proboszczem parafii przy cerkwi Ikony Matki Bożej „Wszystkich Strapionych Radość” w Moskwie.
W 2022 r. Święty Synod Rosyjskiego Kościoła Prawosławnego odwołał go ze sprawowanego stanowiska przewodniczącego Wydziału Zewnętrznych Stosunków Cerkiewnych i pozbawił stałego miejsca w Synodzie. Metropolita Hilarion został ordynariuszem eparchii budapeszteńskiej i węgierskiej.
W lipcu 2024 r. były hipodiakon metropolity Hilariona oskarżył go o molestowanie seksualne i zastraszanie. Przedstawił również zdjęcia i nagrania świadczące o wystawnym trybie życia Hilariona, w tym o posiadaniu luksusowej rezydencji pod Budapesztem i innych nieruchomości w Europie. W internecie pojawiły się również fotografie węgierskiego paszportu duchownego. Hilarion w rozmowie z dziennikarzem Nowej Gazety zaprzeczył wszystkim oskarżeniom. Kilka tygodni po publikacji Nowej Gazety dotyczącej metropolity Hilariona Święty Synod Rosyjskiego Kościoła Prawosławnego czasowo odsunął go od zarządzania eparchią i powołał komisję do zbadania sytuacji w eparchii budapeszteńskiej i węgierskiej. W grudniu 2024 r. Święty Synod przeniósł Hilariona w stan spoczynku i skierował na stałe miejsce pobytu i służby duszpasterskiej w parafii Świętych Piotra i Pawła w Karlowych Warach.

## Prace
- Misterium wiary. Wprowadzenie do prawosławnej teologii dogmatycznej.
- St Symeon the New Theologian and Orthodox Tradition (Oxford, 2000).
- The Spiritual World of Isaac the Syrian (Kalamazoo, Michigan, 2000).
- The Mystery of Faith. Introduction to the Teaching and Spirituality of the Orthodox Church (London, 2002).
- Orthodox Witness Today (Geneva, 2006).
- Le mystère de la foi. Introduction à la théologie dogma¬tique orthodoxe (Paris, 2001).
- L’univers spirituel d’Isaac le Syrien (Bellefontaine, 2001).
- Le mystère sacré de l’Eglise. Introduction à l’histoire et à la problématique des débats onomatodoxes (Fribourg, 2007).
- Le Nom grand et glorieux. La vénération du Nom de Dieu et la prière de Jésus dans la tradition orthodoxe (Paris, 2007).
- Le chantre de la lumière. Initiation à la spiritualité de saint Grégoire de Nazianze (Paris, 2007).
- La gloria del Nome. L’opera dello schimonaco Ilarion e la controversia athonita sul Nome di Dio all’inizio dell XX secolo (Bose, 2002).
- La forza dell’amore. L’universo spirituale di sant’Isacco il Syro (Bose, 2003).
- Cristo Vincitore degli inferi (Bose, 2003).
- Άγιος Ισαάκ ο Σύρος. Ο πνευματικός του κόσμος (Αθήνα, 2005).
- Geheimnis des Glaubens. Einführung in die orthodoxe dogmatische Theologie (Freiburg Schweiz, 2003).
- Hristos, biruitorul iadului. Pogorarea la iad in perspectiva ortodoxa. Traducere din limba engleza de Cristian Vajea (București, 2007).
- Таинство веры. Введение в православное догматическое богословие. М.-Клин: Изд-во Братства Святителя Тихона, 1996. Издание второе – Клин: Фонд «Христианская жизнь», 2000. Издание третье – Клин: Фонд «Христианская жизнь», 2004. Издание четвёртое – Клин: Фонд «Христианская жизнь», 2005. Издание пятое – Санкт-Петербург: Библиополис, 2007.
- Отцы и учители Церкви III века. Антология. Т. 1-2. М.: Круглый стол по религиозному образованию и диаконии, 1996.
- Жизнь и учение св. Григория Богослова. М.: Изд-во Крутицкого патриаршего подворья, 1998. Издание второе – СПб.: Алетейя, 2001. Издание третье – М.: Сретенский монастырь, 2007.
- Духовный мир преподобного Исаака Сирина. М.: Изд-во Крутицкого патриаршего подворья, 1998. Издание второе – СПб.: Алетейя, 2001. Издание третье – СПб.: Алетейя, 2005.
- Преподобный Симеон Новый Богослов и православное Предание. М.: Изд-во Крутицкого патриаршего подворья, 1998. Издание второе – СПб.: Алетейя, 2001. Издание третье – СПб.: Издательство Олега Абышко, 2008.
- Преподобный Исаак Сирин. О божественных тайнах и о духовной жизни. Новооткрытые тексты. Перевод с сирийского. М.: Изд-во «Зачатьевский монастырь», 1998. Издание второе – СПб.: Алетейя, 2003. Издание третье – СПб.: Издательство Олега Абышко, 2006.
- Преподобный Симеон Новый Богослов. Главы богословские, умозрительные и практические. Перевод с греческого. М.: Изд-во «Зачатьевский монастырь», 1998.
- Восточные Отцы и учители Церкви IV века. Антология. Т. 1-3. М.: Круглый стол по религиозному образованию и диаконии, 1998—1999.
- Ночь прошла, а день приблизился. Проповеди и беседы. М.: Изд-во Крутицкого патриаршего подворья, 1999.
- Православное богословие на рубеже эпох. Статьи, доклады. М.: Изд-во Крутицкого патриаршего подворья, 1999. Издание второе, дополненное – Киев: Дух i лiтера, 2002.
- Преподобный Симеон Новый Богослов. «Прииди, Свет истинный». Избранные гимны в стихотворном переводе с греческого. СПб.: Алетейя, 2000. Издание второе – СПб.: Издательство Олега Абышко, 2008.
- Восточные Отцы и учители Церкви V века. Антология. М.: Круглый стол по религиозному образованию и диаконии, 2000.
- Христос – Победитель ада. Тема сошествия во ад в восточно-христианской традиции. СПб.: Алетейя, 2001. Издание второе – СПб.: Алетейя, 2005.
- О молитве. Клин: Фонд «Христианская жизнь», 2001. Издание второе – Клин: Фонд «Христианская жизнь», 2004.
- Вы – свет мира. Беседы о христианской жизни. Клин: Фонд «Христианская жизнь», 2001. Издание второе – Клин: Фонд «Христианская жизнь», 2004.
- Человеческий лик Бога. Проповеди. Клин: Фонд «Христианская жизнь», 2001.
- Преподобный Симеон Новый Богослов. Преподобный Никита Стифат. Аскетические произведения в новых переводах. Клин: Фонд «Христианская жизнь», 2001. Издание 2-е – СПб.: Издательство Олега Абышко, 2006.
- Священная тайна Церкви. Введение в историю и проблематику имяславских споров. В двух томах. СПб.: Алетейя, 2002. Издание второе – СПб.: Издательство Олега Абышко, 2007.
- Во что верят православные христиане. Катехизические беседы. Клин: Фонд «Христианская жизнь», 2004.
- Православное свидетельство в современном мире. СПб: Издательство Олега Абышко, 2006.

## Utwory muzyczne
- Liturgia św. Jana Chryzostoma na chór mieszany (2006)
- Całonocne czuwanie (Wsienoszcznoje Bdienije) na solistów i chór mieszany (2006)
- Pasja według św. Mateusza na solistów (sopran, mezzosopran, tenor, baryton, bas), chór mieszany i orkiestrę (2006)
- Oratorium na Boże Narodzenie na solistów (chłopiec, sopran, baryton, bas), chór mieszany i orkiestrę symfoniczną (2007)
- Memento na orkiestrę symfoniczną (2007)